# Die Kameliendame (1926)
Die Kameliendame ist ein US-amerikanisches Filmdrama aus dem Jahr 1926 von Fred Niblo mit Norma Talmadge in der Titelrolle, die den Film auch mitproduzierte. Der Film basiert auf dem gleichnamigen Roman von Alexandre Dumas dem jüngeren und dem kurz darauf in Paris uraufgeführt Bühnenstück. Er ist eine Neuverfilmung des gleichnamigen Films aus dem Jahr 1921 von Ray C. Smallwood.

## Handlung
Bei einer Auktion der Besitztümer der verstorbenen Marguerite Gautier bietet Armand, ihr Liebhaber, auf ihr Tagebuch und ihr Porträt. Der Geist von Camille gleitet zum Porträt, öffnet das Tagebuch und fordert ihn auf, es zu lesen.
Marguerite, Angestellte in dem Pariser Handschuhgeschäft von Prudence Duvernoy, wird die Kurtisane des Grafen de Varville, in den sie verliebt ist. Ein Jahr später lebt sie im Luxus und spielt gedankenlos mit ihren Verehrern, indem sie nach Belieben Aufmerksamkeiten annimmt oder ablehnt. Während sie mit einem wohlhabenden alten Herzog in der Oper ist, lernt sie Armand kennen, der das Theater verlässt, als er von ihrem Beruf erfährt. Auf einer Party treffen sie sich wieder und verabreden sich zu einem Rendezvous, das jedoch vom Grafen unsanft unterbrochen wird. Gemeinsam ziehen sie sich aufs Land zurück, doch auf Wunsch von Armands Vater verlässt Camille ihren Geliebten und stirbt einsam und unglücklich.

## Hintergrund
Gedreht wurde der Film auf der Iverson Movie Ranch in Chatsworth.
William Cameron Menzies oblag die künstlerische Leitung. Casey Roberts war für das Szenenbild zuständig. H. Bruce Humberstone arbeitete als Regieassistent.

## Veröffentlichung
Die Premiere des Films fand am 18. Dezember 1926 statt. 1928 kam er im Deutschen Reich und in Österreich in die Kinos. Im Österreich erschien er auch unter dem Titel Die Königin der Kokotten.

## Kritiken
Mordaunt Hall von der The New York Times zeigte sich enttäuscht. Lange bevor die erste Hälfte der Produktion gezeigt wurde, habe man das Gefühl, dass es nur eine schwache Widerspiegelung des Klassikers des jüngeren Dumas sei, trotz der aufwändigen Szenen, der großartigen Fotografie und der vielen interessanten Überblendungen, mit denen dieses Werk ausgestattet sei.
Die Variety befand, dass Fred Niblo und Norma Talmadge der Leinwand eine hübsche Liebesgeschichte gewidmet haben, der es an Durchschlagskraft mangelt, um sie hervorzuheben. Dramatische Intensität entstehe nur zweimal, um den Zuschauer vergessen zu lassen, dass er einen Film sieht: Wenn Armand in sein Vorstadthaus zurückkehrt und feststellt, dass Camille ihn verlassen hat, und als er sie das nächste Mal in einem Spielsalon trifft, begleitet von ihrem Gastgeber, dem Baron.